# Roberto Acácio
Acácio Domingues Pereira (Oporto, Portugal, 1917 - 1994), más conocido como Roberto Acácio, fue un actor y productor brasileño.

## Biografía
Roberto Acácio nació en 1917 en la ciudad de Oporto (Portugal), con el nombre de Acácio Domingues Pereira, pero fue criado en Río de Janeiro (Brasil). Realizó su debut en cine con la película Pureza (1940), dirigida por Chianca de Garcia y donde participó como actor. Hizo una aparición en O Dia é Nosso (1941), de Milton Rodrigues, y estuvo un tiempo apartado del cine durante unos años. Tras un par de papeles en Inconfidência Mineira (1948) y Caminhos do Sul (1949), fundó la empresa Artistas Associados Filmes y debutó como productor en Quando a Noite Acaba, película dirigida por Fernando de Barros y en la que también participó como actor.
Durante los años 1950 produjo varias películas, principalmente de los directores Watson Macedo y Carlos Hugo Christensen, y tuvo un papel en una de ellas, Carnaval em Marte (1955). Después de quince años de ausencia, regresó para producir el drama romántico escrito y dirigido por Pedro Camargo, Os Primeiros Momentos (1973), y tres años después Carioca Tigre, el que sería su último trabajo. Murió unos años más tarde, en 1994.

## Filmografía
| Año  | Película               | Rol       | Rol   |
| Año  | Película               | Productor | Actor |
| ---- | ---------------------- | --------- | ----- |
| 1940 | Pureza                 |           | Sí    |
| 1941 | O Dia é Nosso          |           | Sí    |
| 1948 | Inconfidência Mineira  |           | Sí    |
| 1949 | Caminhos do Sul        |           | Sí    |
| 1950 | Quando a Noite Acaba   | Sí        | Sí    |
| 1952 | É Fogo na Roupa        | Sí        |       |
| 1954 | O Petróleo é Nosso     | Sí        |       |
| 1955 | Mãos Sangrentas        | Sí        |       |
| 1955 | Leonora Dos Sete Mares | Sí        |       |
| 1955 | Carnaval em Marte      | Sí        | Sí    |
| 1957 | Rio Fantasia           | Sí        |       |
| 1959 | Mujeres de Fuego       | Sí        |       |
| 1973 | Os Primeiros Momentos  | Sí        |       |
| 1976 | Carioca Tigre          | Sí        |       |